# Annie Scott Dill Maunder
Annie Scott Dill Maunder, nata Russell (Strabane, 14 aprile 1868 – Wandsworth, 15 settembre 1947), è stata un'astronoma e matematica britannica nota per i suoi lavori insieme al marito Edward Walter Maunder sulle osservazioni del sole.

## Biografia
Annie Scott Dill Russell nacque a Strabane da William Andrew Russell e Hessy Nesbitt Dill. Studiò al Girton College dell’Università di Cambridge dove superò gli esami di laurea con lode ma senza ricevere il Bachelor of Arts a causa delle restrizioni allora vigenti per le donne. Nel 1891 iniziò a lavorare presso l'Osservatorio di Greenwich con un salario di quattro sterline al mese come addetta ai calcoli (Ladies computers) del dipartimento fotografico e spettrografico costituito nel 1873 per osservazioni del sole. Qui fu assistente di Edward Walter Maunder che sposò nel 1895. A causa del divieto per le donne sposate di prestare servizio in amministrazioni pubbliche fu costretta a lasciare il suo lavoro ma continuò a collaborare con il marito accompagnandolo sempre nelle sue campagne di osservazione di eclissi solari. In una di queste spedizioni fotografò durante un'eclissi solare in India la più intensa espulsione di massa coronale fino ad allora ripresa.  Dal 1915 al 1920 tornò a lavorare come volontaria presso l’Osservatorio di Greenwich. Le ricerche dei coniugi Mauder dimostrarono una correlazione tra la variazione del numero delle macchie solari ed il clima terrestre che condussero alla scoperta del periodo tra il 1645 e il 1715, detto Minimo di Maunder, caratterizzato da un'attività solare molto scarsa.

## Opere
Annie Maunder fu riconosciuta come un'esperta di fotografia solare. Pubblicò numerosi scritti, articoli scientifici e testi di divulgazione, alcuni a suo nome dopo l'ammissione alla Royal Astronomical Society  ed altri con il nome del marito o con il marito coautore che riconobbe sempre la parte importante avuta dalla moglie nella loro stesura tanto da scrivere nella dedica ad uno di essi "A mia moglie, mio aiuto per questo libro e per tutte le cose" .

## Riconoscimenti
Fu membro della British Astronomical Association che suo marito Edward Walter Maunder aveva fondato nel 1890 in cui chiunque fosse interessato all’astronomia poteva iscriversi senza esclusione di censo o di genere.
Divenne membro della Royal Astronomical Society nel 1916 dopo 10 mesi che il divieto per le donne di farne parte venne meno e 24 anni dopo la sua prima richiesta.
Ad Annie Scott Dill Maunder insieme al marito Edward Walter Maunder la UAI ha intitolato il cratere lunare Maunder ed il cratere marziano Maunder